# Sarmydus subcoriaceus
Sarmydus subcoriaceus là một loài bọ cánh cứng trong họ Cerambycidae.